# Rajan P. Dev

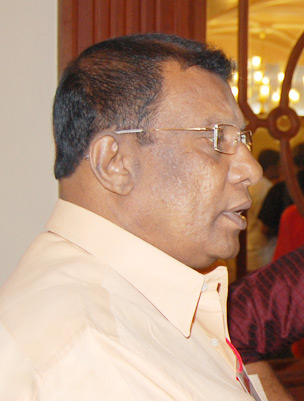
Rajan P. Dev in 2008

Rajan P. Dev (Cherthala, 20 mei 1951- Kochi, 29 juli 2009) was een Indiaas acteur.
Dev speelde in Malayalam-, Tamil- en Telugufilms. Hij werd vooral bekend door zijn rol van Kochu Vava in het drama Kattukuthira, dat later bewerkt werd tot de film Kattukuthira, met Thilakan als Kochu Vava.
Hij leed al geruime tijd aan een leverkwaal toen hij in juli 2009 overleed.